# Bandera de la Ciudad de Corrientes
La Bandera de la ciudad de Corrientes es el pabellón distintivo adoptado por la ciudad de Corrientes como nueva enseña junto a su escudo municipal. Esta bandera fue presentada oficialmente el 04 de abril de 2014, pero su promulgación fue efectivizada el 30 de abril de 2014. Su creación se dio como producto de un llamado a concurso efectuado por la Municipalidad de Corrientes (en ese entonces a cargo del intendente Fabián Ríos) y fue creada por Manuel Enrique Echeverría Ponce.

## Historia
En el marco de los festejos por el aniversario número 426 de la ciudad de Corrientes, ocurrido el 3 de abril de 2014, el entonces intendente de la ciudad, Fabián Ríos, dispuso la organización de un concurso popular en el cual se convocaría a la ciudadanía a presentar distintos diseños para la consititución de un nuevo emblema que acompañe al escudo municipal. Este concruso, contaría con la presencia de un jurado formado por especialistas en heráldica y por figuras notables de la ciudad, entre los que se encontraban los artistas Julián Zini y Mario Bofill. 
A esta convocatoria dieron su respuesta 47 postulantes, cuya resolución final se dio a conocer en las primeras horas del día 4 de abril, en el marco de un festival cultural y popular. Allí sería presentado el modelo ganador, siendo elegido el creado por Manuel Enrique Echeverría Ponce, cuyo diseño configuraba un diseño de tres franjas verticales, dos laterales de color azul celeste y una central de color blanco. Cada franja celeste se encontraba dividida por una franja vertical roja central, equivalente en ancho a la tercera parte de cada franja, mientras que sobre el campo blanco estaban representados un sol único de color dorado (o naranja en representaciones posteriores), sin rayos, en la parte superior y siete puntas de lanza en color negro, en la parte inferior.

En cuanto a su diseño, el emblema cuenta con dos bandas verticales celestes y una blanca en el medio, colores propios de la bandera nacional. Sobre las bandas celestes pueden apreciarse dos líneas rojas que representan los valores federalistas.  En el centro está presente la figura de un sol que representa a (el Dios) Tupã en la cultura guaraní y simboliza el valor de la vida, y bajo el sol siete lanzas que representan a los pueblos originarios guaraníes que habitaron la región y a las siete puntas de la Ciudad.
Explicación heráldica de los símbolos de la Bandera de Corrientes.

### Polémicas y promulgación
Cabe destacar que en el diseño ganador de este concurso no estuvo contemplado la inclusión de la llamada Cruz de los Milagros, símbolo de devoción y veneración por parte de la grey católica correntina y considerado al mismo tiempo, símbolo fundacional de la ciudad. Uno de los argumentos esgrimidos a la hora de dar una explicación con respecto a esta exclusión, fue el hecho de que el mismo, era una representación atribuida a una única religión, entre las tantas que confluían dentro de la ciudadanía correntina, más allá de la mayoría demográfica que presenta el catolicismo en esta ciudad. Al mismo tiempo, fue señalado por referentes de otras colectividades, como un símbolo del colonialismo y el exterminio de los pueblos que originariamente habitaron el territorio provincia.
En contrapartida a estas expresiones, diversos sectores de la sociedad correntina, identificados con las costumbres y valores tradicionalistas de la Ciudad, rechazaron la promulgación de esta bandera, a la vez de considerar su elección como una decisión con tinte político. Por otro lado, sectores de la oposición política al gobierno municipal, buscaron socavar la promulgación de esta bandera, sosteniéndose en los fundamentos esgrimidos por estos sectores que aseguraban "no estar representados por esta bandera".
Ante esta situación, Echeverría Ponce (creador de la bandera) afirmó haber presentado dos modelos de la misma bandera, de los cuales en uno estaba efectivamente incluida la figura de la Cruz de los Milagros. Finalmente y tras varias idas y vueltas sobre la aprobación o no de la enseña y sobre la inclusión o no de la mencionada cruz en la misma, el Gobierno Municipal y el Concejo Deliberante de la Ciudad, terminarían aprobando y promulgando la implementación de esta bandera, con el símbolo de la Cruz de los Milagros adicionada en gráfica negra, sobre el sol reinante.
La presentación oficial del nuevo estandarte municipal tuvo lugar el 29 de junio de 2014, siendo enarbolada por primera vez en esta fecha, como parte de los actos de conmemoración y entronización de un monumento al héroe artiguista Andrés Guazurary en la cabecera de la Avenida Costanera de la ciudad, siendo además reivindicada la figura de este héroe a través de los símbolos del artigüismo, incorporados en la bandera municipal. Meses después, el Gobierno provincial daría a esta bandera el rango de Bandera Oficial de la ciudad de Corrientes, siendo autorizado su uso en establecimientos escolares y actos oficiales de la comuna capitalina.